# Бовдур (фільм)
«Бовдур» («Le Cancre») — французький кінофільм 2016 року, знятий режисером Полем Веккіалі, з Паскалем Серво і Катрін Денев у головних ролях.

## Сюжет
Сімейна драма про непрості взаємини батька та сина — згоряючого від хвороби Родольфа, одержимого мрією повернути любов своєї молодості Маргариту, і втраченого в житті Лорана, який вирішив подолати прірву між ними.

## У ролях
- Паскаль Серво — Лоран
- Поль Веккіалі — Родольф
- Катрін Денев — Маргарита
- Матьє Амальрік — Борис
- Едіт Скоб — Сара
- Франсуаза Арнуль — Мімі
- Анні Корді — Крістіана
- Франсуаза Лебрюн — Валентіна
- Маріанна Баслер — Сюзанна
- Рафаєль Ніл — Алекс
- Ноель Сімсоло — Фердінанд
- Івон Граделе — роль другого плану
- П'єр Сенела — П'єр
- Жюльєн Люск — роль другого плану
- Ерік Розьє — роль другого плану
- Альберта Коммаре — роль другого плану
- Катрін Естрад — роль другого плану
- Марі-Крістін Ерві — роль другого плану
- Манюель Ланзенберг — роль другого плану
- Сімон Тассімо — роль другого плану

## Знімальна група
- Режисер — Поль Веккіалі
- Сценаристи — Поль Веккіалі, Ноель Сімсоло
- Оператор — Філіпп Боттільон
- Композитор — Ролан Венсан
- Художник — Моріс Юг
- Продюсери — Поль Веккіалі, Тома Ордонно